# Bactrocera connexa
Bactrocera connexa
 es una especie de díptero que Hardy describió por primera vez en 1982. Bactrocera connexa pertenece al género Bactrocera de la familia Tephritidae. 